# Robert Remak (Mathematiker)
Robert Erich Remak (geboren 14. Februar 1888 in Berlin; gestorben 13. November 1942 im KZ Auschwitz) war ein deutscher Mathematiker. Er ist bekannt für die Remaksche Zerlegung einer Gruppe, außerdem arbeitete Remak in der Zahlentheorie, Potentialtheorie und der Geometrie der Zahlen. Robert Remak war ein Sohn des Neurologen Ernst Julius Remak.

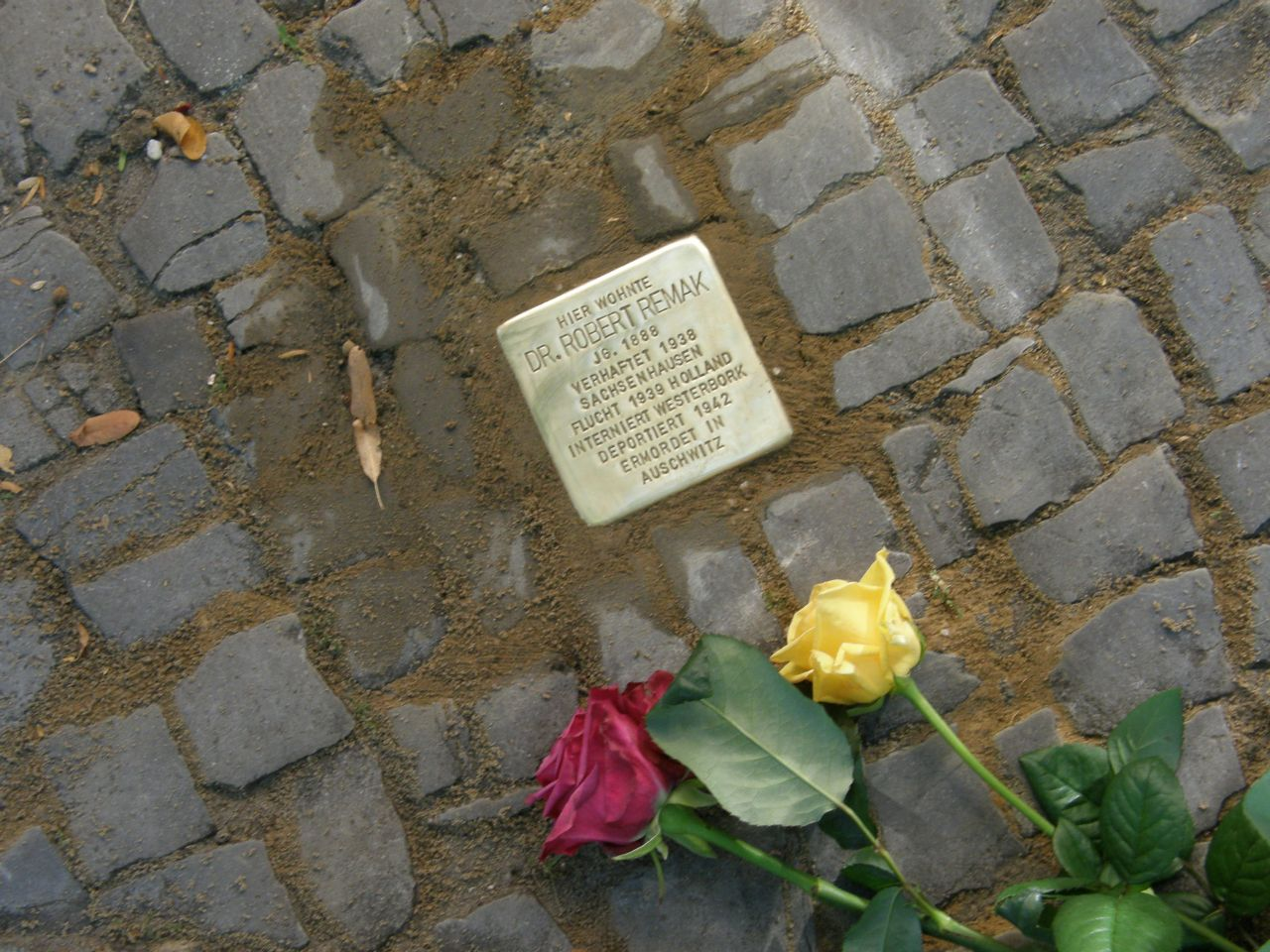
Stolperstein für Robert Remak in Berlin-Lichterfelde

Robert Remak studierte an der Berliner Universität bei Ferdinand Georg Frobenius und promovierte dort 1911. 1926 heiratete er die nichtjüdische Hertha Martha Grete Meyer. Nach seiner Habilitation arbeitete er zwischen 1929 und 1933 als Privatdozent an der Berliner Universität. Nach der „Machtergreifung“ durch Hitler verlor Remak jedoch seine Stellung aufgrund seiner jüdischen Herkunft. Nach dem Novemberpogrom 1938 wurde Remak festgenommen und war mehrere Wochen im KZ Sachsenhausen bei Berlin inhaftiert. Seine Frau ließ sich 1942 von ihm scheiden. Nach der Entlassung emigrierte er in die Niederlande, wo er aber nach der Besetzung durch deutsche Truppen 1942 erneut festgenommen, nach Auschwitz deportiert und ermordet wurde.
Seine Doktorarbeit Über die Zerlegung der endlichen Gruppen in indirekte unzerlegbare Faktoren beinhaltet einen häufig nach ihm, Wolfgang Krull und Otto Juljewitsch Schmidt benannten Satz von Krull-Remak-Schmidt in der Gruppentheorie (der schon von Joseph Wedderburn 1909 bewiesen wurde). Remak befasste sich auch mit algebraischer Zahlentheorie.